# Юрій Гораїн
Юрій Микола́йович Гора́їн (? – 1661) – руський (український) шляхтич з роду Гораїнів гербу Шренява, також Корчак. Державний діяч у Волинському воєводстві Речі Посполитої.

## Відомості про рід
Волинський зем'янський, шляхетський рід Гораїнів виринає з рукописів ще на поч. XVI ст. У 1516 році згадується королівський дворянин Гораїн Григорович. Гораїн та його брат Семен виставляли на службу у ВКЛ 6-х коней. Відомо, що рід Гораїнів уживав як герб "Корчак", так і герб "Шренява".

## Кар'єра
Діяльність Юрія Гораїна припадає на часи Хмельниччини та кілька років по ній. У 1650 році він обіймав посаду володимирського земського писаря, а станом на 1660 рік – луцького земського писаря. Також королівський комісар короля Яна ІІ Казимира. Відомо, що 20 січня 1650 року король написав листа до володимирського земського писаря Юрія Гораїна, волинського стольника Самуеля Долмата Ісайковського та Петра Гулевича з дорученням допомогти овруцькому архімандритові Олександру Мокосію-Дениску вступити у володіння наданою йому архімандрією Жидичинського монастиря.

## Сім'я
Юрій Гораїн син володимирського земського писаря (на 1630, 1642) Миколая Івановича Гораїна. Відомо, що мав брата Богуслава Миколайовича Гораїна який був у шлюбі з Катериною Соколовською та Марка Гораїна, який у шлюбі з Катериною Транбиньскою (на 1661). Після смерті Юрія у 1661 році він зайняв вакантну посаду брата – луцького земського писаря. У 1664 році він вже київський земський суддя. Юрій Гораїн у шлюбі з донькою маршалка мозирського Івана Бабинського – Катериною Бабинською. Відомо, що мали трьох доньок – Терезу, Ганну та Софію. У своєму тестаменті Юрій Гораїн доручив опікунство над ними вище згаданому брату.